# Dollman (film)
Dollman é un film statunitense del 1991 diretto da Albert Pyun.

## Trama
Un poliziotto di nome Brick Bardo viene inghiottito dal buco nero e portato sulla Terra in uno dei quartieri più malfamati d'America cioè New York. Proprio nella città incontra una giovane terrestre e suo figlio difendendoli da una banda di criminali.